# Црква Покрова Пресвете Богородице у Јеревану
Црква Покрова Пресвете Богородице, позната и као Покровна црква (јерм. Քանաքեռի Սուրբ Տիրամոր Ռուս Ուղղափառ Եկեղեցի; Kanakeri Surb Tiramor Rus Vughghap'ar Yekeghets'i; рус. Храм Покрова Пресвятой Богородицы в Канакер), активна је црква Руске православне цркве смештена у старој области Канакер у Јеревану, главном граду Јерменије.

## Историја
Црква Покрова Пресвете Богородице је изграђена 1912. године у малом селу Канакеру надомак Јеревана. С обзиром на убрзану англомеризацију, село се недуго након изградње цркве спојило са градом и постало део његовог округа Канакер-Зејтун. Као део Јереванске губерније Руског царства, црква је изграђена како би служила Другој Кавкаској дивизији руских трупа распоређеној близу Јеревана, која се састојала углавном од Козака из Кубања и Полтаве. Дизајнирана је од стране рускох архитекте Фјодора Верзбицког по угледу на остале типичне војне цркве. Приликом инаугурације, црква је именована по Светом Александру Невском.
Након што је Јерменија пала под совјетску власт, црква је била затворена 1918. године и током совјетског периода коришћена као складиште, биоскоп, болница и официрски клуб, а поново је отворена након што је Јерменија стекла независност 1991. године. Црква је у потпуности реновирана 2000. године, а стогодишњица посвећења цркве обележена је октобра 2012. године, којој су присуствовали представници Руске православне цркве.

### Посета Карекина II и Кирила
Дана 17. маја 2010. године, католикос свих Јермена Карекин II и патријарх московски Кирил посетили су цркву Покрова Пресвете Богородице, заједно са архиепископима Јерменске апостолске цркве, као и званичном делегацијом Руске православне цркве. У цркви је патријарх поздравио и помолио се за све који су се окупили у цркви, а међу којима су били и војници 102. руске војне базе стационирани у Гјумрију. Патријарх Кирил је наградио бројне добротворе који су имали удео у реконструкцији цркве Покрова Пресвете Богородице и уручио цркви икону Богородице Казањске, а црквеним паросима слике Светог Мандилиона благословене од стране патријарха. Након тога се католикос свих Јермена Карекин II обратио присутнима и поклонио цркви икону Пресвете Богородице коју су насликали јерменски иконописци.

## Галерија
- Главни улаз у цркву Покрова Пресвете Богородице
- Кула цркве
- Звоник испред цркве
- Поглед са стране на цркву Покрова Пресвете Богородице

- Кула са крстом на врху
- Унутрашњост цркве
- Унутрашњост цркве
- Олтар цркве Покрова Пресвете Богородице